# 苏伊士运河公司
苏伊士运河公司是在1859年至1869年期间修建苏伊士运河并运营該運河至1956年苏伊士運河危机的公司。它由斐迪南·德·雷赛布于1858年成立。起初，法国私人投资者是該公司大多数股东，埃及也有該公司大量股份。
1875年，一场金融危机迫使埃及和苏丹的瓦利伊斯梅爾帕夏仅以3976582英镑(相当于2016年的3.79亿英镑)的价格将苏伊士运河公司股份卖给了英国政府。
在1956年埃及總統贾迈勒·阿卜杜-纳赛尔宣佈将蘇伊士运河收归国有之前，苏伊士运河公司一直在经营著运河；不過，運河國有化政策导致苏伊士运河危机。1962年，埃及向苏伊士运河公司支付了最后一笔款项後，完全控制了苏伊士运河。目前，蘇伊士运河由苏伊士运河管理局負責管理。
1997年，苏伊士运河公司与里昂水务集团合并成立苏伊士公司。2008年7月22日，苏伊士公司与法國燃氣合并成立新的苏伊士公司。2015年4月，GDF Suez.更名为Engie。

## 资料来源
- Brown, Nathan J. . Past & Present. 1994, 144.
- (PDF). ebha.org. 2007  [19 November 2018]. （原始内容存档 (PDF)于2016-02-08）.
- Fitzgerald, Percy. . Tinsley Brothers. 1876  [19 November 2018].
- . Life. 19 December 1938.
- Karabell, Zachary. . Alfred A. Knopf. 2003. ISBN 0-375-40883-5.
- Patel, Tara. . 彭博有限合夥企業. 22 July 2008  [2008-07-22]. （原始内容存档于2020-09-29）.
- Revue d'Auvergne. 缺少或|title=为空 (帮助)
- . About.com. （原始内容存档于2017-02-18）.
- . （原始内容存档于28 May 2009）.